# 列旺
列旺（法語：Liévans，法語發音：[ljevɑ̃]）是法国上索恩省的一个市镇，属于沃苏勒区。

## 地理
列旺（47°38'15"N, 6°20'51"E）面积4.16 平方千米，位于法国勃艮第-弗朗什-孔泰大區上索恩省，该省份为法国东部内陆省份，北起顺时针与孚日省、贝尔福地区省、杜省、汝拉省、科多尔省和上马恩省接壤。
与列旺接壤的市镇（或旧市镇、城区）包括：欧特雷莱塞尔、卡尔穆捷、莫朗、诺鲁瓦堡、波穆瓦。

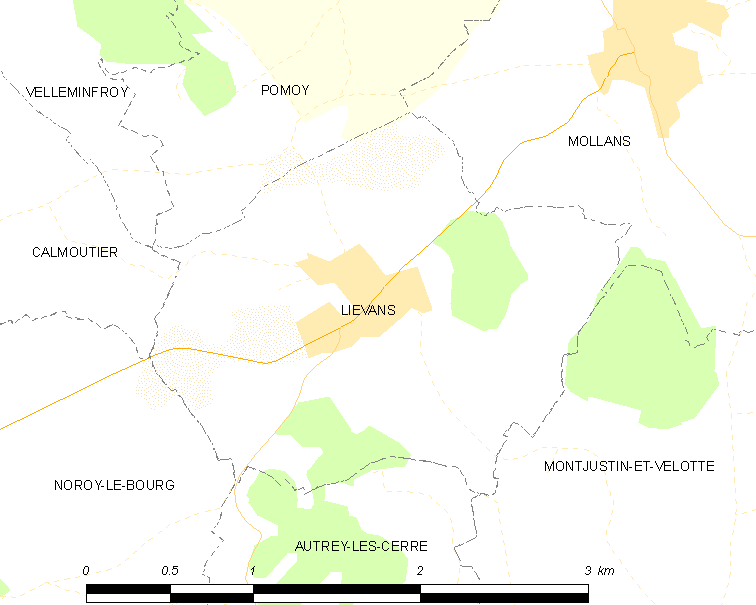
列旺的OSM定位图

列旺的时区为UTC+01:00、UTC+02:00（夏令时）。

## 行政
列旺的邮政编码为70240，INSEE市镇编码为70303。

## 政治
列旺所属的省级选区为维莱塞克塞勒县。

## 人口

1962-2008年间列旺人口变化图示

列旺于2022年1月1日时的人口数量为154人。